# 紺野麻里
紺野 麻里（こんの まり、1980年5月18日 - ）は、東京都西東京市(旧田無市)出身の女子バスケットボール選手。身長178cm。現・安齋（あんざい）麻里。

## 来歴
田無第四中学校卒、明星学園高校卒、ジャパンエナジー所属。しなやかで柔らかいタッチが魅力のシューター。アテネ五輪・日本代表に選出された際、雑誌等で美人アスリートとして紹介されるなどしている。2005～2006年シーズンを最後に引退した。引退時に功労賞を受賞。
2006年6月に埼玉ブロンコス（当時）の安齋竜三選手と結婚。

## 経歴
2004年アテネ五輪・女子バスケットボール日本代表